# VR Bank Bergisch Gladbach-Leverkusen
Die  VR Bank eG Bergisch Gladbach-Leverkusen ist eine Genossenschaftsbank mit Sitz in Bergisch Gladbach im Rheinisch-Bergischen Kreis in Nordrhein-Westfalen.

## Geschichte
Die Bank entstand im Jahr 2017 aus der Fusion der VR Bank eG Bergisch Gladbach mit der Volksbank Rhein-Wupper eG.

## Sicherungseinrichtung
Die VR Bank eG Bergisch Gladbach-Leverkusen ist der amtlich anerkannten BVR Institutssicherung GmbH und der zusätzlichen freiwilligen Sicherungseinrichtung des Bundesverbandes der Deutschen Volksbanken und Raiffeisenbanken e. V. angeschlossen.